# Ketupa zeylonensis

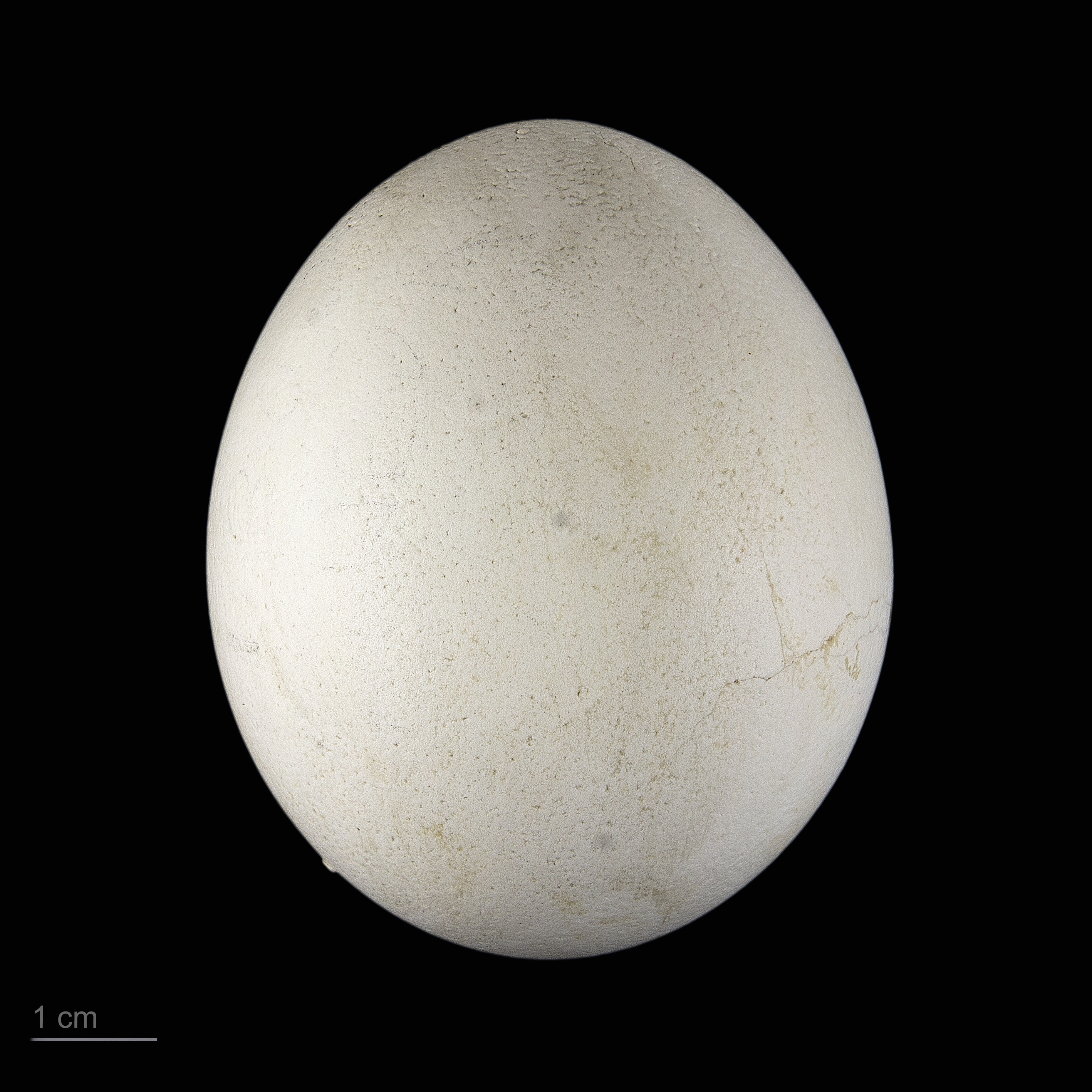
Uovo di Ketupa zeylonensis - Museo di Tolosa

Il gufo pescatore bruno (Ketupa zeylonensis  (J.F.Gmelin, 1788)) è un uccello rapace notturno della famiglia degli Strigidi.

## Distribuzione e habitat
L'attuale areale della specie si estende dal subcontinente indiano al sud-est asiatico; un tempo diffusa anche nel Medio Oriente, sopravvive con popolazioni isolate in Turchia e Iran, mentre è andata incontro ad estinzione locale in Israele, Libano, Giordania e Siria.

## Tassonomia
Sono note 4 sottospecie:
- Ketupa zeylonensis semenowi (Zarudny, 1905)
- Ketupa zeylonensis leschenaultii (Temminck, 1820)
- Ketupa zeylonensis zeylonensis (Gmelin, 1788)
- Ketupa zeylonensis orientalis (Delacour, 1926)